# Ace wo Nerae!
Ace wo Nerae! (яп. エースをねらえ! Э:су о нэраэ, «Бей эйс») — манга о теннисе, созданная Сумикой Ямамото, публиковавшаяся с 1972 по 1980 год в журнале для девушек (сёдзё) Margaret. По мотивам манги был создан аниме-сериал, вышедший в 1973 году и сделанный совместно студиями Tokyo Movie Shinsha и Madhouse (первая крупная работа этой компании). Он транслировался по телеканалу MBS. Позднее был выпущен второй анимационный сериал, две OVA и телевизионный сериал (2004). Ace o Nerae! был показан также на итальянском (Jenny la tennista — «Теннисистка Дженни»), французском (Jeu, Set et Match — «Гейм, сет и матч») и испанском (Raqueta de oro — «Золотая ракетка») языках.
В декабре 1993 года была выпущена одноимённая видеоигра, разработанная Nippon Telenet для платформы Super Famicom (японское название приставки Super Nintendo).
Аниме стало хитом, оно сделало большой теннис популярнейшим в Японии видом женского спорта.

## Сюжет
Однажды Хироми Оки, обыкновенная ученица средней школы, видит как играет лучшая теннисистка в школе Рэйка Рюдзаки, известная, как мадам Батерфляй (яп. お蝶夫人 Отёфудзин). Хироми восхищается ей и сама решает заниматься теннисом. В команду прибывает новый тренер Дзин Мунаката, который видит большой потенциал в девушке и начинает тренировать её. Хироми изо всех сил трудится, чтобы стать профессиональным игроком и преодолевает свои моральные слабости.
Позже Хироми влюбляется в другого теннисиста по имени Такаюки Тодо, однако тренер предупреждает, что любовные отношения будут только мешать цели стать лучшим игроком. Хироми начинает страдать по этому поводу и теряет уверенность в своих способностях. Но благодаря усилиям преодолевает ненастье и продолжает свой путь к совершенной игре. По мере развития сюжета, Хироми становится сильным человеком в моральном плане, и одним из лучших теннисных игроков в мире.

## Персонажи
Хироми Ока (яп. 岡 ひろみ Ока Хироми)
Сэйю: Макото Косака
Рэйка Рюдзаки (яп. 竜崎 麗香 Рю:дзаки Рэйка)
Сэйю: Масако Икэда
Дзин Мунаката (яп. 宗方 仁 Мунаката Дзин)
Сэйю: Кодзи Наката
Такаюки Тодо (яп. 藤堂 貴之 То:до: Такаюки)
Сэйю: Кацудзи Мори
Кёко Отова (яп. 音羽 京子 Отова Кё:ко)
Сэйю: Кадзуэ Комия
Ранко Мидорикава (яп. 緑川 蘭子 Мидорикава Ранко)
Сэйю: Кадзуко Янага
Ю Одзаки (яп. 尾崎 勇 Одзаки Ю:)
Сэйю: Митихиро Икэмидзу
Такаси Тиба (яп. 千葉 鷹志 Тиба Такаси)
Сэйю: Кэнъю Хориути
Томоё
Сэйю: Котоно Мицуиси